# لامپکتومی

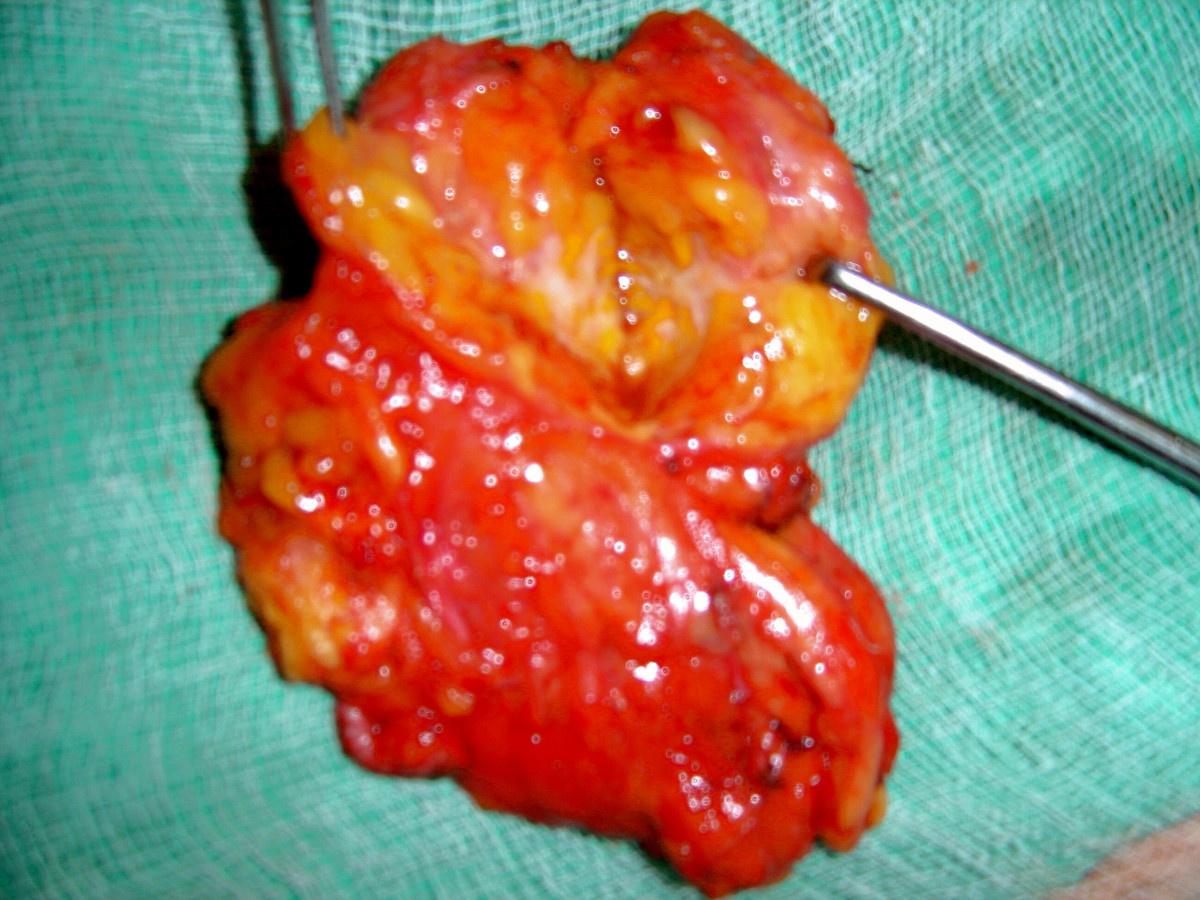
توده برداشته شده از پستان

لامپکتومی (به انگلیسی: Lumpectomy) یک عمل جراحی رایج می‌باشد که در آن سرطان یا دیگر بافت غیرطبیعی از پستان حذف می‌شود. به لامپکتومی عمل جراحی حفظ پستان (breast-conserving) یا محافظت از پستان (breast-sparing) نیز گفته می‌شود زیرا بر خلاف ماستکتومی تنها بخشی از پستان برداشته می‌شود.
بافت مورد برش در این عمل جراحی معمولاً محدود است و تهاجم به بافت اطراف در طول جراحی وجود ندارد و روشی نسبتاً غیر تهاجمی می‌باشد.

## اندیکاسیون

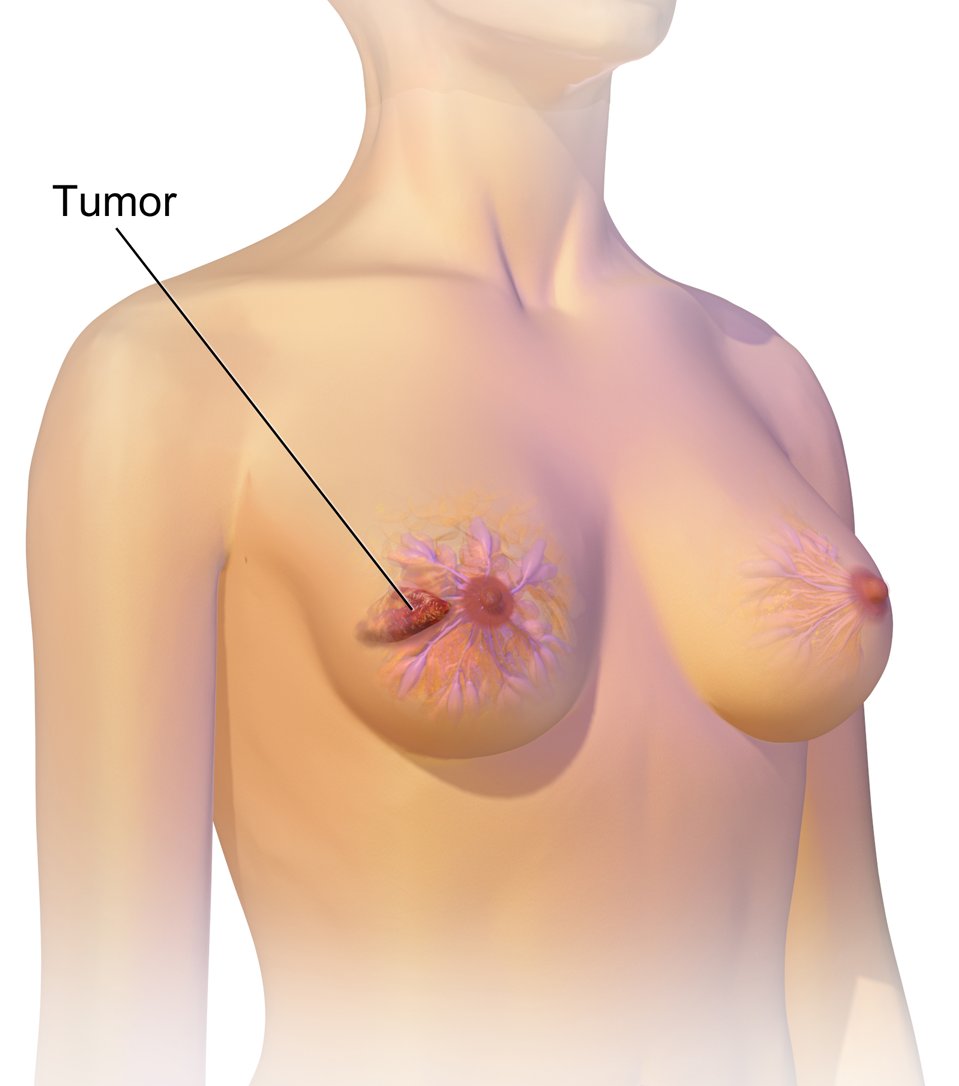
تصویری از سرطان پستان

اولین قدم در درمان سرطان پستان عمل جراحی می‌باشد.
تعیین اینکه کدام روش جراحی مناسب تر است، مشکل است و گاهی تعیین اینکه لامپکتومی بهتر است یا ماستکتومی بسیار مشکل می‌شود.
لامپکتومی به صورت رایج در توده‌های پستانی کوچک مورد استفاده قرار می‌گیرد زیرا این روش شانس برابر برای درمان سرطان پستان در مقایسه با ماستکتومی دارد.

## توجهات قبل از عمل
- اندازه توده پستانی
- تعین پستان مبتلا (پستان راست یا چپ)
- تعیین تعداد تومورها
- اندازه پستان
- سن بیمار
- سابقه خانوادگی
- سلامت عمومی (تعیین یائسگی)[۵]

## بیهوشی
در این عمل جراحی از یکی از انواع بیهوشی عمومی یا منطقه‌ای (موضعی) استفاده می‌شود.
- بیهوشی عمومی: ترکیبی از داروهای داخل وریدی و داروها و گاز است که یک خواب عمیق را در به بیمار القا می‌کند.
- بیهوشی منطقه‌ای (موضعی): با عنوان بلوک عصبی نیز شناخته می‌شود. این رشو شامل تزریق ماده بیحس‌کننده به اطراف اعصابی که به قسمت بزرگی از بدن عصب رسانی می‌کنند انجام می‌شود.[۶]

## تکنیک جراحی
بعد از پرپ پوست و القای بیهوشی به بیمار، جراح پوست محل مورد نظر را برش می‌دهد.
در ابتدا پوست باز شده و بافتی که باید حذف شود مشخص می‌شود. سپس جراح به بررسی بافت برای تشخیص نوع آن می‌پردازد.
در برخی موارد بافت یک کیست می‌باشد (یک کیسه کوچک حاوی مایع)، که در این صورت باید مایع داخل کیسه تخلیه شود. مایع جمع‌آوری شده برای آنالیز به آزمایشگاه آسیب شناسی (پاتولوژی) ارسال می‌شود.

در بیشتر موارد توده موجود در پستان از نوع کیست نمی‌باشد و نیاز به حذف آن وجود دارد. در موارد مشکوک به سرطان همراه توده مقداری از بافت اطراف نیز برداشته می‌شود.(به این بافت اطراف مارژین یا مرز گفته می‌شود.) سپس جراح ناحیه عمل را از نظر تغییر در دیگر ساختارها از جمله ماهیچه زیر پستان مورد بررسی قرار می‌دهد.

بعد از حذف بافت، جراح بافت باقی مانده پستان را از نظر هرگونه نشانه از سرطان بررسی می‌کند و در صورتی که هیچ گونه بافتی که توانایی ایجاد مشکل در آبنده را دارد یافت نشود، پوست به وسیله بخیه بسته شده و جراحی به اتمام می‌رسد.
در برخی موارد جراح در کنار بافت مورد نظر تعدادی از گره‌های لنفاوی مرتبط را نیز بر می‌دارد. برای این کار یک برش در زیر بازو ایجاد می‌شود.
تعداد گره‌های لنفاوی برداشته شده با توجه به نیاز و شرایط بیمار متفاوت است.

## خطرات و عوارض احتمالی
- واکنش بیهوشی
- خونریزی
- عفونت
- واکنش به دارو
- عدم تقارن در پستان
- زخم غیر منتظره
- بیحسی در ناحیه پستان[۸]